# Metropolia Gitegi
Metropolia Gitegi – jedna z 2 metropolii kościoła rzymskokatolickiego w Burundi. Została ustanowiona 10 listopada 1959.

## Diecezje
- Archidiecezja Gitegi
  - Diecezja Muyinga
  - Diecezja Ngozi
  - Diecezja Rutana
  - Diecezja Ruyigi

## Metropolici
- Antoine Grauls (1959-1967)
- André Makarakiza (1968-1982)
- Joachim Ruhuna (1982-1996)
- Simon Ntamwana (od 1997)